# Bargen (Berne)
Pour les articles homonymes, voir Bargen.
Bargen  est une commune suisse du canton de Berne, située dans l'arrondissement administratif du Seeland.

## Toponymie
La commune est surnommée Eselwil (Esel- signifiant âne en allemand et le suffixe -wil désignant un domaine).

## Géographie

Photo aérienne par Walter Mittelholzer (1925)

Bargen se trouve dans le grand Moos, une région très fertile au Seeland. La frontière avec la commune voisine de Radelfingen est marquée par l'Aar qui est déviée à Aarberg dans le canal de Hagneck. Seul un petit débit continue sa route dans l'ancien bassin de la rivière. 70,1 % de la surface de la commune est classée comme surface agricole.

## Population

### Surnom
Les habitants de la commune sont surnommés les Longues Oreilles (die Langöhrler en allemand), soit les ânes.

## Commerce
Bargen dispose d'une brasserie qui brasse différents types de bière pour le commerce et la restauration régionale.